# Chilelimnophila
Chilelimnophila es un género monotípico de dípteros nematóceros perteneciente a la familia Limoniidae. Su única especie: Chilelimnophila lyra Alexander, 1952, es originaria de Chile.